# Cuarteto Smetana
El Cuarteto Smetana (en checo: Smetanovo kvarteto fue un cuarteto de cuerdas checo que existió desde 1945 hasta 1989.

## Componentes
1er violín
- Václav Neumann (1920-1995), de 1943 a 1945.
- Jaroslav Rybenský, de 1945 a 1947
- Jiří Novák (1924-2010), desde 1947

2o violín
- Lubomír Kostecký (1922-2003)

Viola
- Jiří Neumann, de 1943 a 1945.
- Václav Neumann, de 1945 a 1947.
- Jaroslav Rybenský, desde 1947 hasta 1956
- Milan Škampa (1928-2018), desde 1956

Violonchelo
- Antonín Kohout (1919-2013)

## Orígenes y actividades
El Cuarteto Smetana surgió del Cuarteto del Conservatorio Checo, fundado en 1943 (durante la ocupación nazi) en Praga por el violonchelista Antonín Kohout. Con Jaroslav Rybenský y Lubomír Kostecký como primer y segundo violines, y Václav Neumann como violista, el grupo dio su primera actuación como el Cuarteto Smetana el 6 de noviembre de 1945, en la Biblioteca Municipal de Praga. Neumann se pasó a la dirección en 1947, momento en el que Rybenský pasó al atril de la viola y Jiří Novák (que compartió el primer atril de violín con Josef Vlach, fundador del Cuarteto Vlach, bajo la dirección de Vaclav Talich en la Orquesta de Cámara de la República Checa) fue el primer violín.
Václav Neumann siguió una brillante carrera de director de orquesta en la Europa del Este, que culminó en su larga titularidad al frente de la Filarmónica Checa, que puede considerarse una de las más brillantes de la historia de la orquesta. Sus interpretaciones siempre destacaron por la sobriedad de sus planteamientos muy cercanos a la visión de las obras propia de la música de cámara.
En 1949 el grupo tenía conexiones oficiales con la Filarmónica Checa. La primera gira extranjera fue en 1949, a Polonia, y la primera grabación fue de un cuarteto de Bedřich Smetana en 1950. Rybenský se vio obligado a retirarse a causa de su mala salud en 1952, y fue reemplazado por Milan Škampa.  Los artistas fueron nombrados profesores en la Academia de Artes Musicales en 1967. De sus muchas grabaciones, las realizadas en ese momento para la firma Electrola alemana se consideran particularmente buenas.
Durante muchos años, este grupo, que ha sido llamado el mejor cuarteto checo de su tiempo, tocó el repertorio checo de memoria, dando a estas obras una intensidad e intimidad especial.
El Cuarteto Smetana hizo la tercera grabación digital musical de la historia interpretando los cuartetos de Mozart K.421 y K.458, en Tokio los días 24-26 de abril de 1972 y volvieron a grabar el mismo repertorio diez años más tarde en Praga. 
Antonín Kohout formó el Cuarteto Kocian (fundado en 1972) y el Cuarteto Martinů (1976) aunque los miembros de este último fueron alumnos del profesor Viktor Moučka, violonchelista del Cuarteto Vlach. 